# Тетрапалладийтрисамарий
Тетрапалладийтрисамарий — бинарное неорганическое соединение
палладия и самария
с формулой Sm3Pd4,
кристаллы.

## Получение
- Сплавление стехиометрических количеств чистых веществ:

{\displaystyle {\mathsf {4Pd+3Sm\ {\xrightarrow {1260^{o}C}}\ Sm_{3}Pd_{4}}}}

## Физические свойства
Тетрапалладийтрисамарий образует кристаллы
тригональной сингонии,
пространственная группа R 3,
параметры ячейки a = 1,340 нм, c = 0,574 нм, Z = 6
структура типа тетрапалладийтриплутония Pu3Pd4
.
Соединение конгруэнтно плавится при температуре 1260 °C.
В некоторых работах соединению приписывают формулу Sm4Pd5.